# !!!

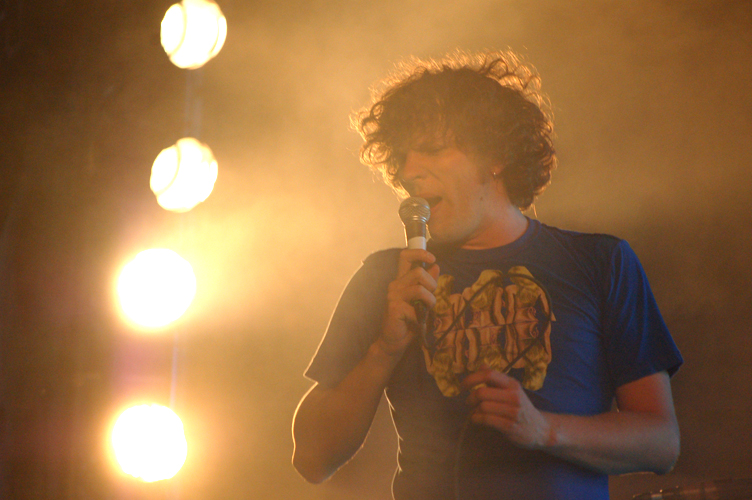
Nic Offer 2007

!!! (uttalas ibland Chk chk chk) är ett amerikanskt indierockband bildat 1996. Bandet är ifrån Sacramento, Kalifornien, USA.

## Diskografi (urval)
Studioalbum
- 2000 - !!! - (19 juni 2001, Gold Standard Labs)
- 2004 - Louden Up Now - (7 juni 2004, Touch and Go/Warp)
- 2007 - Myth Takes - (5 mars 2007, Warp)
- 2010 - Strange Weather, Isn't It? - (24 augusti 2010, Warp)
- 2013 - Thr!!!er - (30 april 2013, Warp)
- 2015 - As If (Warp)
- 2017 - Shake the Shudder (Warp)
- 2019 - Wallop (Warp)
- 2019 - Let It Be Blue (Warp)

EP
- 1999 - LAB SERIES VOL. 2 - (Delat EP med Out Hud, Gold Standard Labs)
- 2004 - Live Live Live - (November 2004, Beat Records)
- 2007 - The Moonlight EP - (Beat Records)
- 2007 - Yadnus - (Warp)
- 2007 - Jamie, My Intentions Are Bass - (November 2010, Warp)
- 2009 - The Moon Must Be Revisited (Warp)
- 2013 - R!M!X!S (Warp)
- 2018 - MEGAMiiiX Vol.1: Shake Shake Shake
- 2020 - Certified Heavy Kats

Singlar
- 1998 - The Dis-Ease / The Funky Branca - (Hopscotch Records)
- 2003 - Me and Giuliani Down by the School Yard (A True Story) - (3 juni 2003 Gold Standard Labs)
- 2004 - Pardon My Freedom / Shit Scheisse Merde - (18 maj 2004, Touch & Go)
- 2004 - Hello? Is This Thing On? / Sunday 5:17 Am - (24 juli 2004, Warp)
- 2004 - Me and Giuliani Down by the School Yard (A Remix) - (Warp)
- 2005 - Take Ecstasy with Me / Get Up - (7 juni 2005, Touch and Go Records)
- 2007 - Heart of Hearts - (16 februari 2007, Warp)
- 2007 - Must Be the Moon - (8 maj 2007, Warp)
- 2008 - The Moon Must Be Revisited (Must Be The Moon (Justin Vandervolgen's "He's Kinda Rhythm, I'm More Like Lead Guitar" Remix) / Yadnus (Still Going To The Roadhouse Remix) (Warp)
- 2010 - The Most Certain Sure (Warp)
- 2010 - AM/FM / The Hammer - (Warp)
- 2013 - And Anyway It's Christmas (Warp)
- 2013 - Slyd - (Warp)
- 2013 - One Girl/One Boy - (Warp)
- 2013 - Californiyeah (Warp)

Samlingsalbum
- 2013 - Thr!!!er Inspirations & Influences (Tsugi Sampler)